# Faridnagar
Faridnagar là một thị xã và là một nagar panchayat của quận Ghaziabad thuộc bang Uttar Pradesh, Ấn Độ.

## Địa lý
Faridnagar có vị trí 28°46′B 77°37′Đ / 28,77°B 77,62°Đ Nó có độ cao trung bình là 212 mét (695 feet).

## Nhân khẩu
Theo điều tra dân số năm 2001 của Ấn Độ, Faridnagar có dân số 11.271 người. Phái nam chiếm 53% tổng số dân và phái nữ chiếm 47%. Faridnagar có tỷ lệ 43% biết đọc biết viết, thấp hơn tỷ lệ trung bình toàn quốc là 59,5%: tỷ lệ cho phái nam là 53%, và tỷ lệ cho phái nữ là 32%. Tại Faridnagar, 19% dân số nhỏ hơn 6 tuổi.